# Коронация святой Розалии или Мадонна с младенцем и святыми Розалией, Петром и Павлом
«Коронация святой Розалии или Мадонна с младенцем и святыми Розалией, Петром и Павлом» — картина голландского живописца Антониса ван Дейка, написанная им в 1629 году. Она и схожая по композиции картина «Видение блаженного Германа Иосифа» (1630 г.) были написаны для часовни братства Sodaliteit van de Bejaerde Jongmans в антверпенской иезуитской церкви, которая в то время называлась Церковью Святого Игнатия, но позже была переименована в церковь Св. Карла Борромео. Обе картины находились там до 1776 года, когда их приобрела императрица Мария Терезия и перевезла в Вену, где они и сейчас хранятся в Музее истории искусств.

## История создания

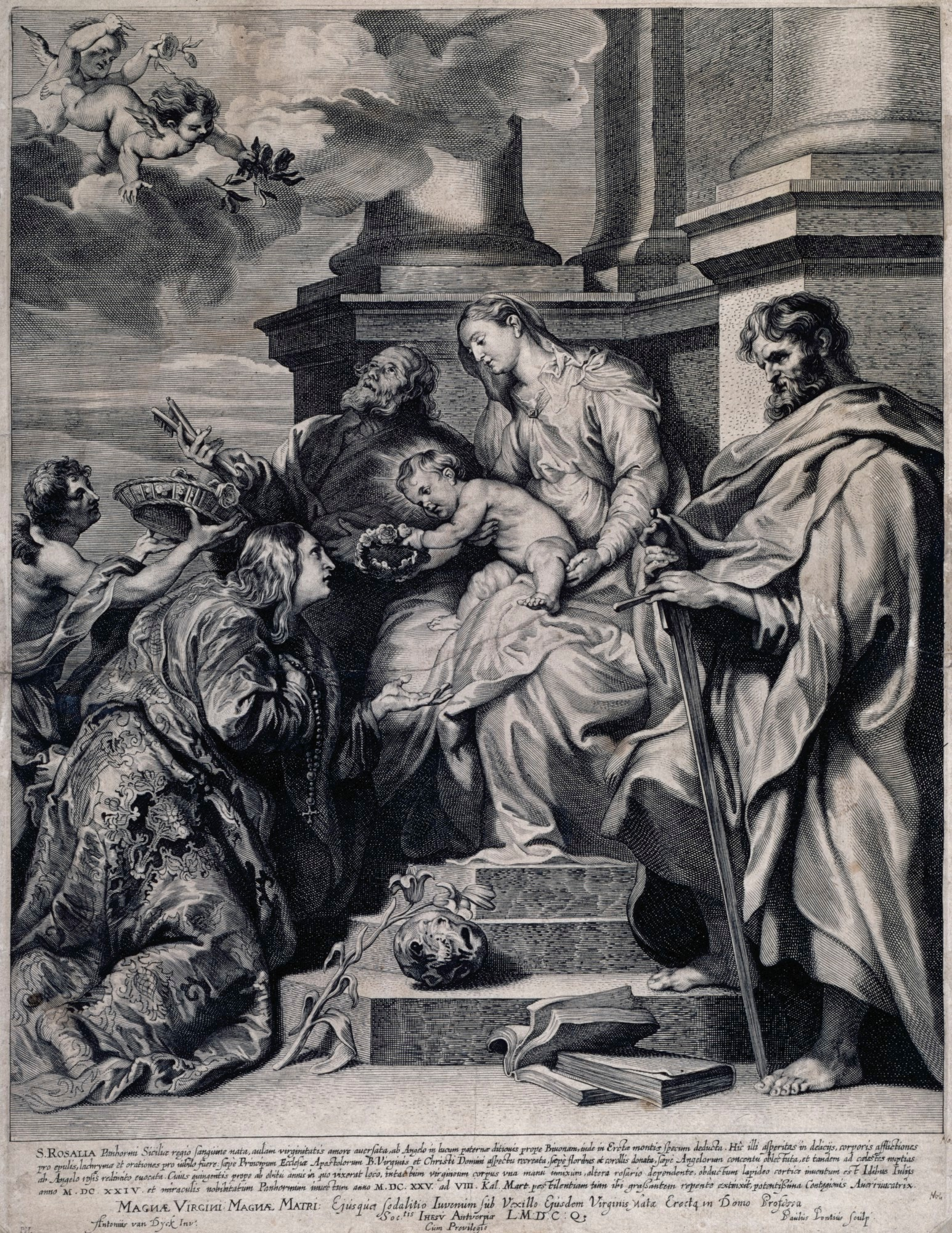
П. Понтиус. Коронование Святой Розалии. По картине А. Ван Дейка. 1629.

Это была последняя картина художника, изображающая Святую Розалию, и вместе со «Святой Розалией, ходатайствующей за город Палермо» (также 1629 г.) она представляет собой возвращение к сюжету, на который он написал пять более ранних версий, находясь в вынужденном заточении в родном городе святой — Палермо во время чумы в конце 1624 — начале 1625 гг. В часовне, где должна была висеть картина, хранились мощи святой, отправленные иезуитами в Антверпен во время предыдущей чумы в 1626 году, в надежде распространить её культ за пределы Сицилии через крупные торговые города Испанских Нидерландов. Особенно часто к святой обращались во время эпидемии чумы. Также иезуиты пытались распространить её культ из своей церкви в Ипре, для которой в 1644 году заказали картину Гаспару де Крейеру «Коронация святой Розалии» (Музей изобразительных искусств, Гент), на которую большое влияние оказала гравюра Паулюса Понтиуса, выполненная с работы ван Дейка на этот сюжет.
Иезуиты особенно активно пропагандировали культ святой Розалии на Сицилии и за её пределами. В 1627 году иезуит Джордано Каскини составил первое жизнеописание святой под названием «Vitae Sanctae Rosaliae, Virginis Panormitanae e tabulis, situ ac vetustate obsitis e saxis ex antris e rudieribus caeca olim oblivione consepultis et nuper in lucem» . Одна из причин, по которой ван Дейк получил заказ, заключалась в том, что он сам был членом антверпенского братства Sodaliteit van de Bejaerde Jongmans. Он работал за относительно низкую плату, учитывая его известность в то время. Другая причина, по которой он был выбран, заключалась в том, что у него были различные ранние работы с изображением святой. Еще одной возможной причиной заказа считается то, что ван Дейк мог познакомиться с Каскини и другими иезуитами Палермо в 1624—1625 годах.
Ван Дейк начал делать рисунки святой для гравюр, вошедших в книгу «Vitae Sanctae Rosaliae, Virginis Panormitanae e tabulis, situ ac vetustate obsitis e saxis ex antris e rudieribus caeca olim oblivione consepultis et nuper in lucem», изданную Корнелисом Галле Старшим в Антверпене в 1629 году. Гравюры этого издания, от которого сохранился только один экземпляр, были выполнены антверпенским гравером Филипсом ван Маллери. В рисунках ван Дейка, гравюрах и самой картине прослеживается сильное влияние гравюр, иллюстрировавших житие святой, написанное Каскини в 1627 году.

## Анализ

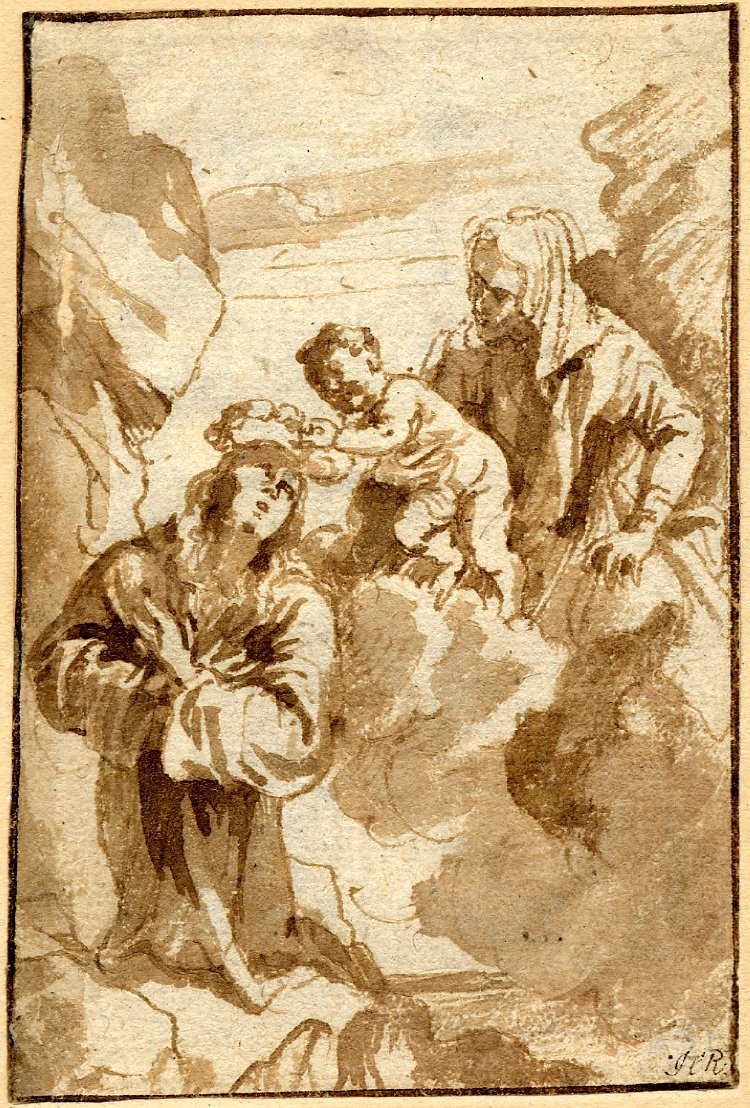
Святая Розалия, 1629 г. Рисунок ван Дейка в Британском музее.

Как в «Коронации», так и в своих картинах 1624—1625 годов, посвящённых святой, ван Дейк в значительной степени опирался на гравюры с работ сицилийских художников, но в основном в отношении тем и деталей, а не стиля и композиции. На «Коронации» изображены Дева Мария и младенец Иисус, которых сопровождают Святой Павел и Святой Пётр с их обычными атрибутами — мечом и ключами. Младенец Иисус венчает стоящую на коленях святую Розалию, как и на гравюре в «Vitae Sanctae Rosaliae» Каскини. Эта гравюра восходит к утраченной картине Томмазо де Виджилия 1494 г., некогда находившейся в церкви Санта-Розалия в Бивоне на западе Сицилии.
Богатая парчовая мантия Розалии не имеет аналогов в ранних фламандских работах, где святая обычно изображалась одна в небогатом одеянии францисканского типа. Эта деталь, вероятно, также взята с гравюры, но в ней может прослеживаться влияние более ранней картины Риккардо Квартараро, написанной маслом на панели около 1506 г., где Розалия изображена в королевской одежде, поклоняющейся вознесённой на престол Деве Марии и Младенцу.

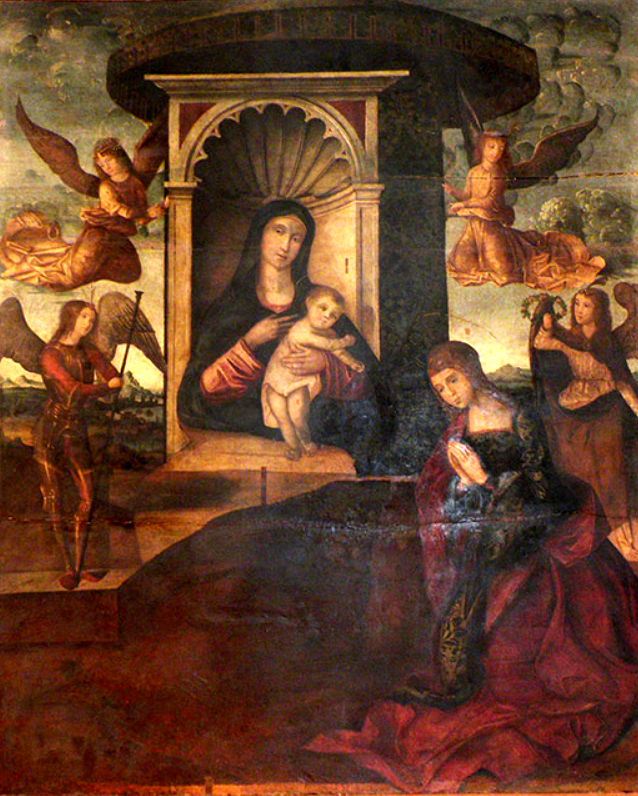
Святая Розалия, поклоняющаяся Мадонне с Младенцем, Риккардо Квартараро, ок. 1506 г.

Считается, что сицилийские работы не повлияли на композицию и стиль «Коронации», в них прослеживается венецианское влияние, которое ван Дейк воспринял во время пребывания в Италии и которое оказало решающее влияние на формирование его стиля. Ярко освещённые цвета и диагональ, образованная Мадонной, Младенцем и святой Розалией, очень похожи на работу «Мистический брак святой Екатерины» Паоло Веронезе 1575 г., которая явно послужил для ван Дейка основной моделью для «Коронации». Череп, лилия и розы — типичные атрибуты святой Розалии, причём два последних не только вплетены в корону, но и изображены в корзине фигуры в крайней правой части картины (вероятно, цитируя «Саломею» Тициана (Прадо, 1550 г.)) и держат херувимы в правом верхнем углу.